# Seznam dílů seriálu Harley Quinn
Toto je seznam dílů seriálu Harley Quinn. Americký animovaný černě komediální superhrdinský televizní seriál pro dospělé Harley Quinn založený na stejnojmenné postavě DC Comics měl premiéru 29. listopadu 2019 na DC Universe. Později se přesunul na HBO Max/Max.

## Přehled řad
| Řada    | Díly    | Premiéra v USA     | Premiéra v USA  |
| Řada    | Díly    | První díl          | Poslední díl    |
| ------- | ------- | ------------------ | --------------- |
| 1       | 13      | 29. listopadu 2019 | 21. února 2020  |
| 2       | 13      | 3. dubna 2020      | 26. června 2020 |
| 3       | 10      | 28. července 2022  | 15. září 2022   |
| speciál | speciál | 9. února 2023      | 9. února 2023   |
| 4       | 10      | 27. července 2023  | 14. září 2023   |
| 5       | 10      | 16. ledna 2025     | 20. března 2025 |

## Seznam dílů

### První řada (2019–2020)
| Č. v seriálu | Č. v řadě | Původní název                      | Český název                             | Režie                                   | Scénář                                          | Premiéra v USA     |
| ------------ | --------- | ---------------------------------- | --------------------------------------- | --------------------------------------- | ----------------------------------------------- | ------------------ |
| 1            | 1         | Til Death Do Us Part               | Dokud nás smrt nerozdělí                | Juan Meza-Leon                          | Dean Lorey, Justin Halpern a Patrick Schumacker | 29. listopadu 2019 |
| 2            | 2         | A High Bar                         | Vysoká příčka                           | Matt Garofalo, Ben Jones a Frank Marino | Jane Becker                                     | 6. prosince 2019   |
| 3            | 3         | So, You Need a Crew?               | Takže, potřebuješ tým?                  | Cecilia Aranovich Hamilton              | Jess Dweck                                      | 13. prosince 2019  |
| 4            | 4         | Finding Mr. Right                  | Hledání pana Dokonalého                 | Juan Meza-Leon                          | Jess Dweck                                      | 20. prosince 2019  |
| 5            | 5         | Being Harley Quinn                 | Býti Harley Quinn                       | Juan Meza-Leon                          | Adam Stein                                      | 27. prosince 2019  |
| 6            | 6         | You're a Damn Good Cop, Jim Gordon | Jsi zatraceně dobrý polda, Jime Gordone | Cecilia Aranovich Hamilton              | Tom Hyndman                                     | 3. ledna 2020      |
| 7            | 7         | The Line                           | Řádek                                   | Juan Meza-Leon                          | Laura Moran                                     | 10. ledna 2020     |
| 8            | 8         | L.O.D.R.S.V.P.                     | L.O.D.R.S.V.P.                          | Matt Garofalo, Ben Jones a Frank Marino | Tom Hyndman                                     | 17. ledna 2020     |
| 9            | 9         | A Seat at the Table                | Místo u stolu                           | Cecilia Aranovich Hamilton              | Jordan Weiss                                    | 24. ledna 2020     |
| 10           | 10        | Bensonhurst                        | Bensonhurst                             | Colin Heck a Ben Jones                  | Laura Moran                                     | 31. ledna 2020     |
| 11           | 11        | Harley Quinn Highway               | Dálnice Harley Quinn                    | Vinton Heuck                            | Adam Stein                                      | 7. února 2020      |
| 12           | 12        | Devil's Snare                      | Ďáblovo osidlo                          | Juan Meza-Leon                          | Jane Becker                                     | 14. února 2020     |
| 13           | 13        | The Final Joke                     | Poslední vtip                           | Brandon McKinney                        | Tom Hyndman                                     | 21. února 2020     |

### Druhá řada (2020)
| Č. v seriálu | Č. v řadě | Původní název                          | Český název                     | Režie                         | Scénář             | Premiéra v USA  |
| ------------ | --------- | -------------------------------------- | ------------------------------- | ----------------------------- | ------------------ | --------------- |
| 14           | 1         | New Gotham                             | Nový Gotham                     | Vinton Heuck                  | Adam Stein         | 3. dubna 2020   |
| 15           | 2         | Riddler U                              | Hádankářova univerzita          | Colin Heck                    | Sabreena Jalees    | 10. dubna 2020  |
| 16           | 3         | Catwoman                               | Catwoman                        | Brandon McKinney              | Sarah Peters       | 17. dubna 2020  |
| 17           | 4         | Thawing Hearts                         | Roztání srdcí                   | Vinton Heuck                  | Tom Hyndman        | 24. dubna 2020  |
| 18           | 5         | Batman's Back, Man                     | Batman je zpátky, člověče       | Juan Meza-Leon                | Sarah Nevada Smith | 1. května 2020  |
| 19           | 6         | All the Best Inmates Have Daddy Issues | Všichni mají problémy s tátou   | Juan Meza-Leon                | Jamiesen Borak     | 8. května 2020  |
| 20           | 7         | There's No Place to Go But Down        | Není jiná cesta než dolů        | Colin Heck                    | Adam Stein         | 15. května 2020 |
| 21           | 8         | Inner (Para) Demons                    | Vnitřní (Para) démoni           | Tom Derosier                  | Tom Hyndman        | 22. května 2020 |
| 22           | 9         | Bachelorette                           | Loučení se svobodou             | Christina Sotta               | Sarah Peters       | 29. května 2020 |
| 23           | 10        | Dye Hard                               | Dye Hard                        | Vinton Hueck                  | Jamiesen Borak     | 5. června 2020  |
| 24           | 11        | A Fight Worth Fighting For             | Boj, za který stojí bojovat     | Tom Derosier                  | Tom Hyndman        | 12. června 2020 |
| 25           | 12        | Lovers' Quarrel                        | Hádka milenců                   | Christina Sotta               | Adam Stein         | 19. června 2020 |
| 26           | 13        | Something Borrowed, Something Green    | Něco vypůjčeného, něco zeleného | Tom Derosier a Juan Meza-Leon | Sarah Peters       | 26. června 2020 |

### Třetí řada (2022)
| Č. v seriálu | Č. v řadě | Původní název                | Český název                  | Režie                                          | Scénář             | Premiéra v USA    |
| ------------ | --------- | ---------------------------- | ---------------------------- | ---------------------------------------------- | ------------------ | ----------------- |
| 27           | 1         | Harlivy                      | Harlivy                      | Juan Meza-Leon                                 | Sarah Peters       | 28. července 2022 |
| 28           | 2         | There's No Ivy in Team       | V týmu není žádná Ivy        | Joonki Park                                    | Adam Stein         | 28. července 2022 |
| 29           | 3         | The 83rd Annual Villy Awards | 83. výroční ceny Villy       | Mike Milo                                      | Jamiesen Borak     | 28. července 2022 |
| 30           | 4         | A Thief, a Mole, an Orgy     | Zloděj, krtek, orgie         | Juan Meza-Leon                                 | Tom Hyndman        | 4. srpna 2022     |
| 31           | 5         | It's a Swamp Thing           | Je to záležitost bažin       | Vinton Hueck                                   | Rachel Pegram      | 11. srpna 2022    |
| 32           | 6         | Joker: The Killing Vote      | Joker: Smrtící hlas          | Joonki Park                                    | Conner Shin        | 18. srpna 2022    |
| 33           | 7         | Another Sharkley Adventure   | Další dobrodružství Sharkley | Cecillia Aranovich, Jennifer Coyle a Mike Milo | Sarah Nevada Smith | 25. srpna 2022    |
| 34           | 8         | Batman Begins Forever        | Batman začíná navždy         | Vinton Hueck                                   | Jamiesen Borak     | 1. září 2022      |
| 35           | 9         | Climax at Jazzapajizza       | Vyvrcholení v Jazzapajizza   | Juan Meza-Leon                                 | Tom Hyndman        | 8. září 2022      |
| 36           | 10        | The Horse and the Sparrow    | Kůň a vrabec                 | Joonki Park                                    | Sarah Nevada Smith | 15. září 2022     |

### Speciál (2023)
| Č. v seriálu | Původní název                              | Český název                  | Režie                                       | Scénář                                          | Premiéra v USA |
| ------------ | ------------------------------------------ | ---------------------------- | ------------------------------------------- | ----------------------------------------------- | -------------- |
| 37           | A Very Problematic Valentine's Day Special | Hodně problematický Valentýn | Jennifer Coyle a Cecilia Aranovich Hamilton | Dean Lorey, Justin Halpern a Patrick Schumacker | 9. února 2023  |

### Čtvrtá řada (2023)
| Č. v seriálu | Č. v řadě | Původní název                                                              | Český název                                                       | Režie            | Scénář             | Premiéra v USA    |
| ------------ | --------- | -------------------------------------------------------------------------- | ----------------------------------------------------------------- | ---------------- | ------------------ | ----------------- |
| 38           | 1         | Gotham's Hottest Hotties                                                   | Gothamská nejžhavější z žhavých                                   | Vinton Heuck     | Tom Hyndman        | 27. července 2023 |
| 39           | 2         | B.I.T.C.H.                                                                 | M.R.CH.A.                                                         | Joonki Park      | Ava Tramer         | 27. července 2023 |
| 40           | 3         | Icons Only                                                                 | Pouze pro ikony                                                   | Michael Moloney  | Sarah Nevada Smith | 27. července 2023 |
| 41           | 4         | The First Person to Come Back from a Business Conference Without Chlamydia | První člověk, který se vrátil z obchodní konference bez chlamydií | Vinton Heuck     | Jimmy Mosqueda     | 3. srpna 2023     |
| 42           | 5         | Getting Ice Dick, Don't Wait Up                                            | Při získávání ledového péra, nečekejte!                           | Joonki Park      | Jen Chuck          | 10. srpna 2023    |
| 43           | 6         | Metamorphosis                                                              | Metamorfóza                                                       | Michael Moloney  | Conner Shin        | 17. srpna 2023    |
| 44           | 7         | The Most Culturally Impactful Film Franchise of All Time                   | Kulturně nejpůsobivější filmová franšíza všech dob                | Brandon McKinney | Alexis Quasarano   | 24. srpna 2023    |
| 45           | 8         | Il Buffone                                                                 | Il Buffone                                                        | Yori Mochizuki   | Ava Tramer         | 31. srpna 2023    |
| 46           | 9         | Potato Based Cloning Incident                                              | Incident klonování na bázi brambor                                | Chad Hurd        | Sarah Nevada Smith | 7. září 2023      |
| 47           | 10        | Killer's Block                                                             | Blok zabijáků                                                     | Joonki Park      | Sarah Peters       | 14. září 2023     |

### Pátá řada (2025)
| Č. v seriálu | Č. v řadě | Původní název         | Český název   | Režie         | Scénář         | Premiéra v USA  |
| ------------ | --------- | --------------------- | ------------- | ------------- | -------------- | --------------- |
| 48           | 1         | The Big Apricot       | Velká meruňka | Diana Huh     | Jamiesen Borak | 16. ledna 2025  |
| 49           | 2         | The Mess Is the Point | bude oznámeno | bude oznámeno | bude oznámeno  | 23. ledna 2025  |
| 50           | 3         | Back to School        | bude oznámeno | bude oznámeno | bude oznámeno  | 30. ledna 2025  |
| 51           | 4         | bude oznámeno         | bude oznámeno | bude oznámeno | bude oznámeno  | 6. února 2025   |
| 52           | 5         | bude oznámeno         | bude oznámeno | bude oznámeno | bude oznámeno  | 13. února 2025  |
| 53           | 6         | bude oznámeno         | bude oznámeno | bude oznámeno | bude oznámeno  | 20. února 2025  |
| 54           | 7         | bude oznámeno         | bude oznámeno | bude oznámeno | bude oznámeno  | 27. února 2025  |
| 55           | 8         | bude oznámeno         | bude oznámeno | bude oznámeno | bude oznámeno  | 6. března 2025  |
| 56           | 9         | bude oznámeno         | bude oznámeno | bude oznámeno | bude oznámeno  | 13. března 2025 |
| 57           | 10        | bude oznámeno         | bude oznámeno | bude oznámeno | bude oznámeno  | 20. března 2025 |